# برگ‌پاک‌کن‌ها
برگ‌پاک‌کن‌ها (نام علمی: Clibanornis) (به انگلیسی: foliage-gleaner)، یک سرده از پرندگان خانوادهٔ مرغان تنورساز است. قبلاً فقط شامل زمین خزنده Canebrake بود، اما مطالعات تبارزایی نشان داد که این گونه با چهار گونه دیگر که در گذشته در سردهٔ Automolus (برگ‌پاک‌کن گلگون و برگ‌پاک‌کن سانتا مارتا) و سردهٔ Hyloctistes (برگ‌پاک‌کن کلاه‌حنایی و برگ‌پاک‌کن سرحنایی) قرار داشتند، ارتباط نزدیکی دارد.
این سرده دارای پنج گونه است.